# بی‌خانمان‌ها در آمریکا

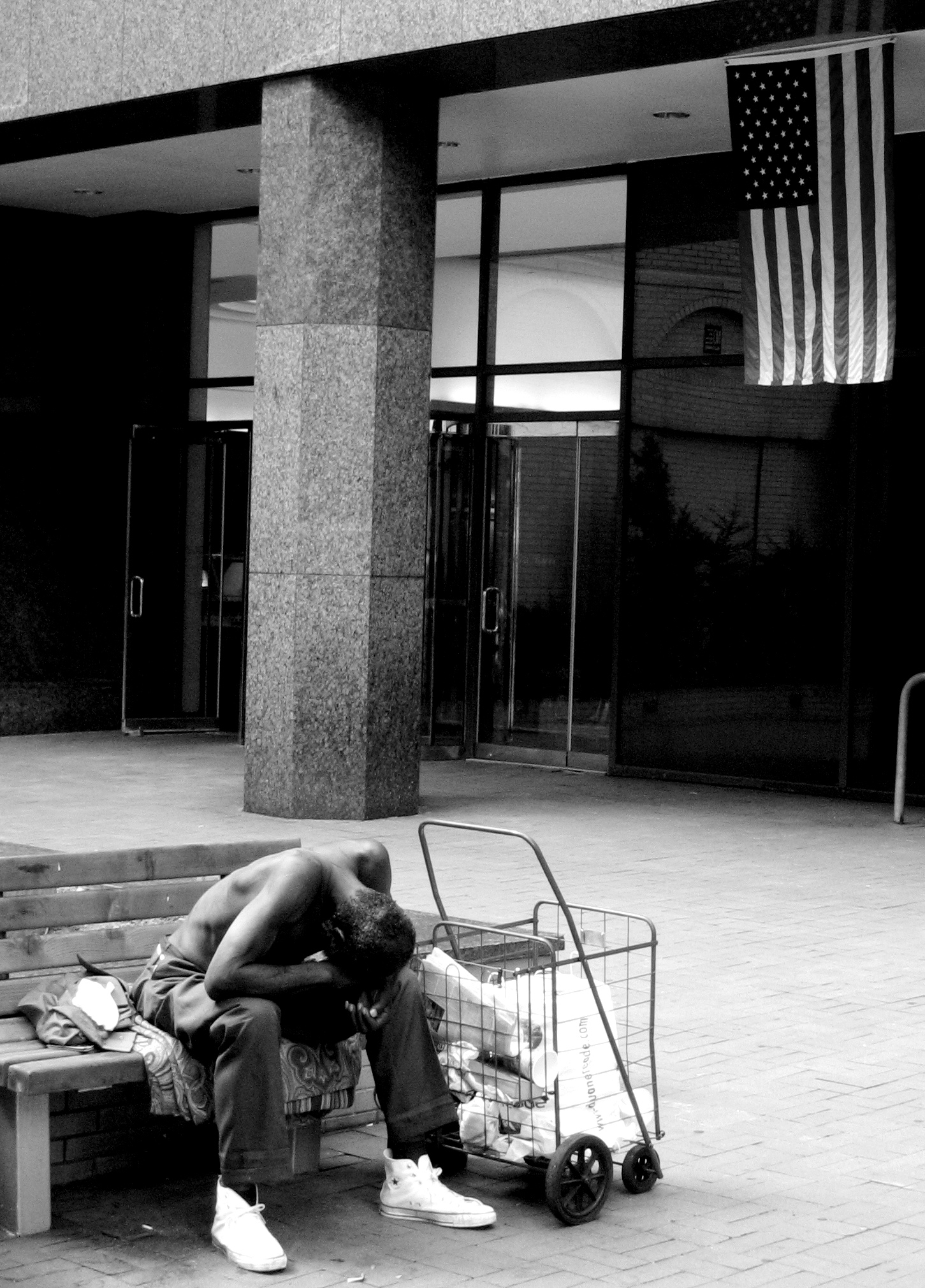
مرد بی خانمان در خارج از سازمان ملل ساختمان در نیویورک

مطابق تعریف اعلامیه حمایت از بی‌خانمانهای مک کینی-ونتو، بی‌خانمان به فرد یا افرادی گفته می‌شود که فاقد یک محل ثابت، همیشگی و مناسب برای اقامت شبانه خود هستند.
بی‌خانمانی به عنوان یک مسئله ملی در دههٔ ۷۰ میلادی (سال ۱۸۷۰) مطرح گردید. بسیاری از افراد بی خانمان در مناطق شهری در حال ظهور مانند شهر نیویورک زندگی می‌کردند. رکود بزرگ اقتصادی در دههٔ ۳۰ میلادی (۱۹۳۰) منجر به یک فقر ویران کنندهٔ فراگیر، گرسنگی و بی‌خانمانی گردید. بیش از دو میلیون نفر بی‌خانمان مهاجرت در سراسر ایالات متحده وجود داشت.امریکا یک کشور با آمار بالای بی خانمانی در جهان می‌باشد که از علت های آن میتوان به جمعیت بالای پناهندگان و افراد معتاد و افراد دارای مشکلات روانی اشاره کرد

## آمار و جمعیت
به دست آوردن یک آمار کاملاً دقیق و جامع برای هر اجتماعی دشوار است، مطالعه، به ویژه هنگامی که موضوع اندازه‌گیری واقعیتهای پنهان مبهم و نامنظم از بی‌خانمان‌ها در میان باشد. همه آمارها و ارقامهای داده شده بر اساس تخمین هستند. علاوه بر این تخمین‌ها نشان دهندهٔ میانگین ملی هستند، به طوری که مقادیر عددی آن می‌تواند به آسانی از منطقه‌ای به منطقهٔ دیگر تغییر کند.

### دیگر آمارها

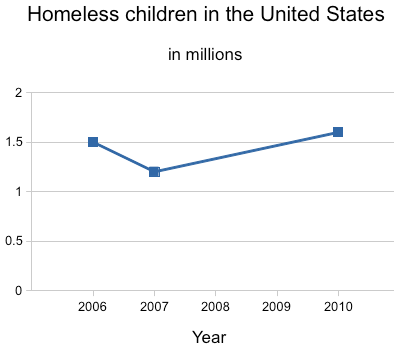
کودکان بی‌خانمان در ایالات متحده تعداد کودکان بی‌خانمان در بالاترین رکورد خود در سال 2011 ۲۰۱۲, و 2013 در حدود سه برابر تعداد آنها در سال ۱۹۸۳.

## تعداد کل
در طول دهه‌های گذشته، در دسترس بودن و کیفیت داده‌ها در مورد بی‌خانمانی، تا حدی به دلیل ابتکارات دولت ایالات متحده، به طور قابل توجهی بهبود یافته است. از سال 2007، وزارت مسکن و شهرسازی ایالات متحده گزارش سالانه ارزیابی بی خانمان ها را منتشر کرده است که تعداد افراد و خانواده هایی را که چه در پناهگاه و چه بدون سرپناه بی خانمان بوده اند، نشان می دهد. 
در سال 2009، حدود 643000 بی خانمان سرپناه و بدون سرپناه در سراسر کشور وجود داشت. حدود دو سوم از آنها در پناهگاه های اضطراری ماندند یا از برنامه های مسکن انتقالی استفاده کردند. بقیه در خیابان‌ها در ساختمان‌های متروکه یا مناطق دیگری زندگی می‌کردند که برای سکونت انسان در نظر گرفته نشده بود. حدود 1.56 میلیون نفر، یا حدود 0.5٪ از جمعیت ایالات متحده، از یک پناهگاه اضطراری یا یک برنامه مسکن انتقالی بین 1 اکتبر 2008 و 30 سپتامبر 2009 استفاده کردند.  حدود 44٪ از افراد بی خانمان شاغل بودند.  در سال 2009، تخمین زده شد که از هر 50 کودک یا 1.5 میلیون کودک در ایالات متحده آمریکا، یک نفر هر سال نوعی بی خانمانی را تجربه می کند. 
در ژانویه 2017 حدود 37878 از افرادی که در نیروهای مسلح خدمت کرده اند و بی خانمان هستند در ایالات متحده وجود داشت ، یا 8.6 درصد از کل بزرگسالان بی خانمان، در مقایسه با حدود 7 درصد از جمعیت بزرگسال ایالات متحده در سال 2018 که سربازان نظامی بودند .  در سال 2013، تگزاس، کالیفرنیا و فلوریدا بیشترین تعداد جوانان بی خانمان زیر 18 سال را داشتند که 58 درصد از کل جمعیت جوانان زیر 18 سال بی خانمان را تشکیل می دادند.  در سال 2020، شهر نیویورک گزارش داد که حدود 114000 دانش آموز به طور موقت بی خانمان دارد. 
از سال 2007 تا 2015، طبق نظرسنجی فدرال به نظر می رسد که بی خانمانی رو به کاهش بوده است. از آغاز سال 2016، بررسی‌ها افزایش مداوم بی‌خانمان‌ها، به‌ویژه در میان افراد بدون سرپناه را نشان داد. 
همه‌گیری COVID -19 و رکود اقتصادی مرتبط، کمبود مسکن و تورم قیمت مسکن، پیشی گرفتن از رشد دستمزدها، و پایان حمایت‌ها و کمک‌های دولت برای مقابله با اثرات اقتصادی COVID-19 - همراه با رشد انفجاری در اعتیاد به متامفتامین ، مواد افیونی و فنتانیل - در افزایش شدید بی‌خانمان‌ها در اوایل کمک کرد20. تا سال 2023، طبق نظرسنجی فدرال، رکورد 653104 بی خانمان در نظرسنجی سالانه فدرال شناسایی شد - جهش 12 درصدی نسبت به سال قبل، چهار برابر افزایش هر سال دیگر، با افزایش در هر دسته و جمعیتی بی خانمان ها. 
در ژوئن 2024، دادگاه عالی ایالات متحده حکمی را در پرونده Grants Pass v. Johnson صادر کرد که به شهرها اجازه می داد اردوگاه های بی خانمان ها را ممنوع کنند.  مقامات دولتی گفتند که جمعیت بی خانمان در ایالات متحده در یک سال در سال 2024 بیش از 18 درصد افزایش یافت که ناشی از هزینه های بالای مسکن، بلایای طبیعی و افزایش مهاجرت به شهرهای بزرگ بود. بر اساس این نظرسنجی، تعداد افراد بی خانمان در یک شب معین در ژانویه 2024 بیش از 770000 نفر بوده است. کودکان زیر 18 سال با نزدیک به 150000 بی خانمان در شب بررسی بیشترین افزایش را تجربه کردند. به طور کلی بی خانمانی خانواده ها نسبت به سال قبل 39 درصد افزایش یافته است. 

## خانوادگی ترکیب
بر اساس گزارش NCHWIH:
- ۵۱٫۳ درصد از آنها را مردان مجرد تشکیل می‌دهند.
- ۲۴٫۷ درصد از آنها را زنان مجرد تشکیل می‌دهند.
- ۲۳ درصد از آنها را خانواده‌های دارای فرزند تشکیل می‌دهند (این بخش سریعترین بخش در حال رشد است).
- ۵ درصد افراد زیر سن قانونی بدون والدین یا همراه بزرگسالان هستند.
- ۳۹ درصد از کل جمعیت بی‌خانمان‌ها کودکان زیر ۱۸ سال هستند.

## وضعیت تأهل
بر اساس گزارش NCHWIH:
- ۲۴درصد متأهل هستند.
- ۷۶ درصد مجرد هستند.
- ۶۷٫۵ درصد از مردان مجرد هستند.
- ۳۲٫۵ درصد زنان مجرد هستند.

## نژاد و قومیت
با توجه به گزارش SAMHSA که در سال ۲۰۱۰ منتشر شده‌است بر اساس آمار گرفته شده در سال ۲۰۰۸ برای ساکنینی که حداقل مدت مشخصی در سرپناه‌های اضطراری ایالات متحده ساکن بوده‌اند (حداقل شش ماه یا بیشتر):
- ۵۶٫۶ درصد سیاه/آمریکایی آفریقایی‌تبار
- ۲۸٫۷ درصد اسپانیایی/لاتین

بر اساس گزارش NCHWIH در سال ۲۰۱۴:
- ۴۲درصد آمریکایی‌های آفریقایی‌تبار
- ۳۸ درصد سفیدپوست
- ۲۰ درصد اسپانیایی
- ۴ درصد بومی آمریکا
- ۲ درصد آسیایی-آمریکایی

## سلامت روان
با توجه به گزارش SAMHSA در سال ۲۰۱۰:
- ۲۶٫۲ درصد از همه پناه افرادی که بی‌خانمان محسوب گردیده‌اند به یک بیماری شدید روانی دچار بوده‌اند.
- حدود ۳۰ درصد از افرادی که به صورت دایمی بی‌خانمان محسوب شده‌اند، دارای مشکلات سلامت روان بوده‌اند.

با توجه به تجزیه و تحلیل داده‌های NSHAPCxiv از سال ۱۹۹۶:
- بیش از ۶۰ درصد که به بی‌خانمانهای دایمی در طول عمر خود مشکلات روحی و روانی را تجربه کرده‌اند.

## سوء مصرف مواد
توجه به گزارش SAMHSA در سال ۲۰۱۰:
- ۳۴٫۷ درصد از همه بزرگسالانی که در سرپناه‌ها زندگی کرده‌اند مصرف مزمن و سوء استفاده از مواد مخدر را داشته‌اند.
- حدود ۵۰ درصد از افرادی که بی‌خانمان دایمی محسوب گردیده‌اند همزمان دچار مشکلات سوء مصرف مواد مخدر نیز بوده‌اند.

با توجه به تجزیه و تحلیل داده‌ها از سال ۱۹۹۶ NSHAPCxiv:
- بیش از ۸۰ درصد در طول عمر خود مشکلات مصرف الکل یا مواد مخدر را تجربه کرده‌اند.

## آموزش و پرورش
با توجه به آمار منتشر شده توسط UIHAC:
- ۵۳ درصد دارای تحصیلات کمتر از دبیرستان بوده‌اند.
- ۲۱ درصد تحصیلات دبیرستان خود را به پایان رسانده‌اند.
- ۲۷ دارای تحصیلات فراتر از دبیرستان بوده‌اند.

## استخدام
با توجه به گزارش سال UIHAC در سال ۱۹۹۶:
- ۴۴ درصد کار انجام شده در طول ماه عبارت است از:
- ۲۰ درصد مشغول به کار در یک شغل پایدار حداقل سه‌ماهه بوده‌اند.
- ۲۵درصد مشغول کارهای موقت یا روز کار بوده‌اند.
- ۲ درصد مشغول فروش وسایل شخصی یا دست فروشی.

## محل
با توجه به گزارش SAMHSA در سال ۲۰۱۰:
- ۷۱ درصد در شهرهای مرکزی اقامت دارند.
- ۲۱ درصد در حومه شهرها هستند.
- ۹ درصد در مناطق روستایی هستند.

## مدت
با توجه به گزارش SAMHSA در سال ۲۰۱۰:
تحقیقات انجام شده بر روی سرپناه‌های استفاده شده در شهرهای نیویورک و فیلادلفیا نشان می‌دهد که:
- افرادی که تجربهٔ بی‌خانمانی گذرا را دارند ۸۰ درصد از سرپناه‌ها را استفاده می‌کنند.
- افرادی که تجربهٔ بی‌خانمانی متناوب را دارند ۱۰ درصد از سرپناه‌ها را استفاده می‌کنند.